# Ірпінь (станція)
Ірпі́нь  — проміжна залізнична станція 4-го класу Коростенського напрямку Київської дирекції Південно-Західної залізниці на електрифікованій лінії Київ-Волинський — Коростень між станцією Біличі (7 км) та зупинним пунктом Лісова Буча (3 км). Розташована в місті Ірпінь Бучанського району Київської області.

## Історія
Станція відкрита 20 травня (2 червня) 1904 року, під час будівництва Києво-Берестейської залізниці на діючій залізниці Київ — Ковель. Збереглася будівля вокзалу, збудованого тоді ж за типовим проєктом (подібні будівлі вокзалів збереглися на станціях Святошин, Біличі, Клавдієво, Ірша та Головки).
У 1959 році станція електрифікована в складі лінії Київ — Ворзель, що сприяло відкриттю руху приміських електропоїздів. В середині 2000-х років станція зазнала реконструкції.

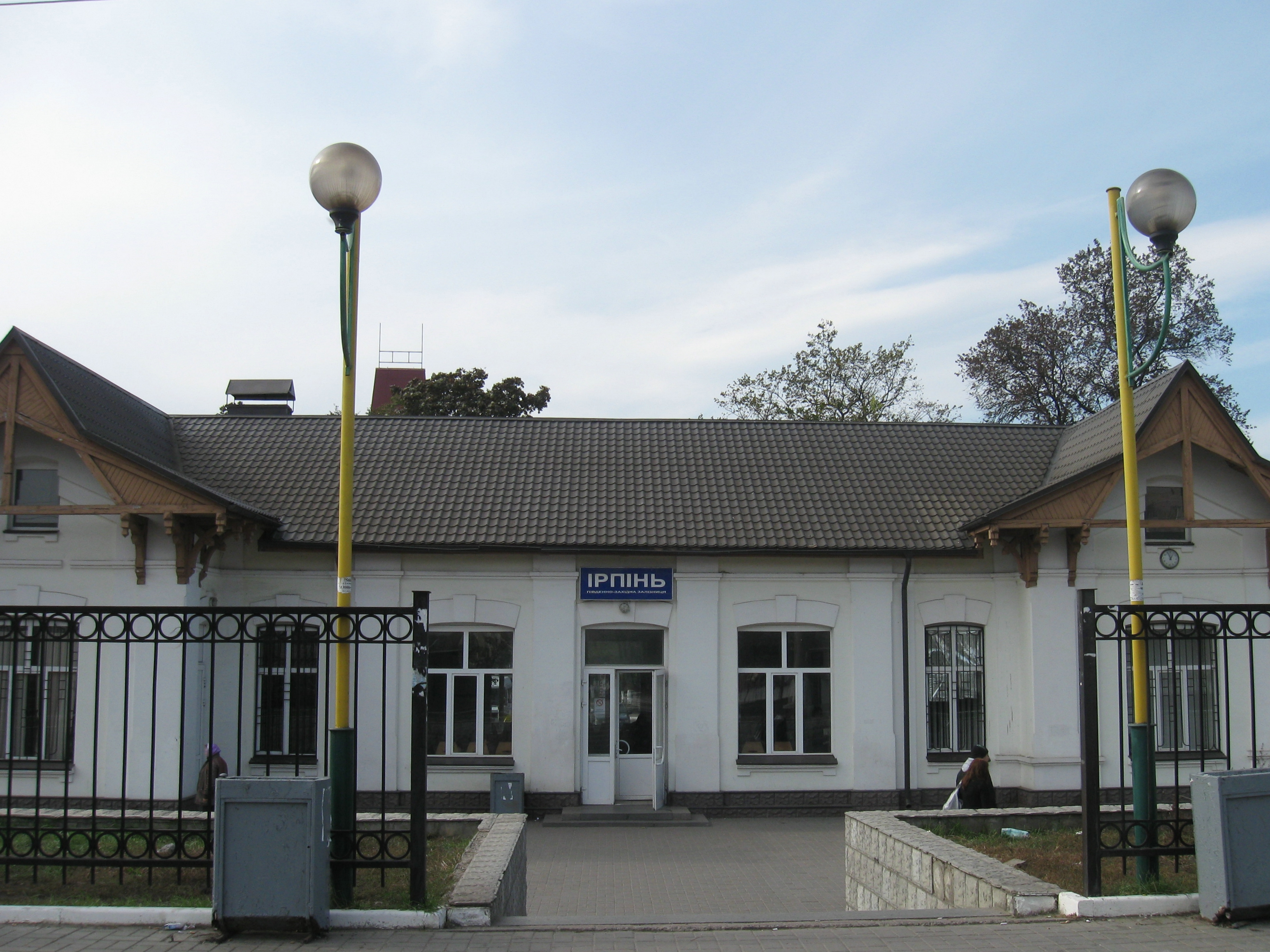
Вокзал станції Ірпінь

15 червня 2022 року «Укрзалізниця» відкрила «Залізне містечко» в Ірпені — це зручний комплекс для тимчасового проживання ірпінців, які залишилися без житла внаслідок російського вторгнення в Україну. Проєкт реалізований «Укрзалізницею» за ініціативи та підтримки Ірпінської міської ради, у партнерстві з «World Central Kitchen». «Залізне містечко» — це 5 нових вагонів-купе з кондиціонерами та санвузлами, окремим вагоном-рестораном та вагоном з душовими кімнатами. На території містечка облаштовано дитячий й спортивний майданчики, барбекю-зону з альтанками та встановлено «Starlink» для високошвидкісного інтернет-з'єднання. Безкоштовне триразове харчування забезпечує партнер «Укрзалізниці» компанія «World Central Kitchen». Крім того, для мешканців «Залізного містечка» надані велосипеди та бібліотека українських видавництв. «Залізне містечко» розраховане на проживання 25 родин. Розташоване на Центральній вулиці, за 10 хвилин від вокзалу.
9 грудня 2022 року британський художник Бенксі та керівник регіональної філії «Південно-Західної залізниці» Андрій Букін рішенням Ірпінської міської ради стали почесними громадянами Ірпеня. Бенксі отримав звання за привернення уваги світової спільноти до масштабів руйнувань, а Андрій Букін — за евакуацію ірпінців, відновлення залізничного мосту через річку Ірпінь, перевезення гуманітарної допомоги та матеріалів для відновлення міста та облаштування «Залізного містечка».
12 квітня 2023 року завершено відновлення залізничного мосту через річку Ірпінь, який був зруйнований під час бойових бій з російськими окупантами навесні 2022 року. Залізничники фактично звели новий перехід через річку, що дозволило відкрити рух двома коліями та збільшити пропускну спроможність поїздів у цьому напрямку.

## Пасажирське сполучення
На станції Ірпінь зупиняються приміські електропоїзди коростенського напрямку, а також, на період 2024- 2025 рр.  наступні пасажирські поїзди (з метою вивчення попиту):
- № 43/44 Івано-Франківськ — Черкаси («Стефанія Експрес»),
- № 49/50 Київ — Трускавець («Кобзар»),
- № 97/98 Київ — Ковель («Світязь»)[6].